# Metro w Daegu
Metro w Daegu – system kolei podziemnej w mieście Korei Południowej, Daegu. 
Pierwszy odcinek linii metra uruchomiono w 1997 roku. Aktualnie istnieją dwie linie. Planowana jest budowa trzeciej linii metra.